# Mężczyzna piszący list i Kobieta czytająca list
Dyptyk Mężczyzna piszący list i Kobieta czytająca list – autorstwa holenderskiego malarza barokowego Gabriëla Metsu.
Dwa obrazy olej na desce o tych samych wymiarach i tematyce tworzyły uzupełniający się dyptyk. Tematem jest popularny w XVII wiecznej Holandii zwyczaj pisania listów. Listy pisały wszystkie klasy społeczne i przedstawiciele obojga płci. Metsu opowiada tu prostą i jasną w przekazie historię: zamożny mężczyzna pisze list do kobiety, która odczytuje go.
Mężczyzna siedzi na krześle przy otwartym oknie w bogato wyposażonym pokoju. Wokół niego znajdują się globus, orientalny obrus oraz obraz z barokowym, włoskim pejzażem. Kobieta siedzi w mniej wytwornym pokoju. Służąca przyniosła jej list, a ona natychmiast przerwała robótki by zatopić się w lekturze. Na podłodze, u dołu obrazu, leży upuszczony naparstek. Tak przedstawiane szczegóły w malarstwie rodzajowym miały ukazywać emocje bohaterów. Służąca, po wręczeniu listu, staje przy zasłoniętym obrazie i uchyla lekko zasłonę. W dawnej Holandii obrazy były często zasłaniane by uchronić je przed zniszczeniem, ale również, by nadać im znaczenia ekskluzywności i pokazywać jedynie wybranym gościom. Odsłonięty obraz ukazuje statek płynący przez wzburzone morze. Jest to często spotykana metafora związana z niebezpieczeństwami czyhającymi na beztroskich kochanków. Włoski pejzaż i statek na morzu może wskazywać, iż ukochany lub mąż kobiety przebywa na zamorskich podróżach prawdopodobnie w celach handlowych, co było w siedemnastowiecznej Holandii bardzo powszechne.

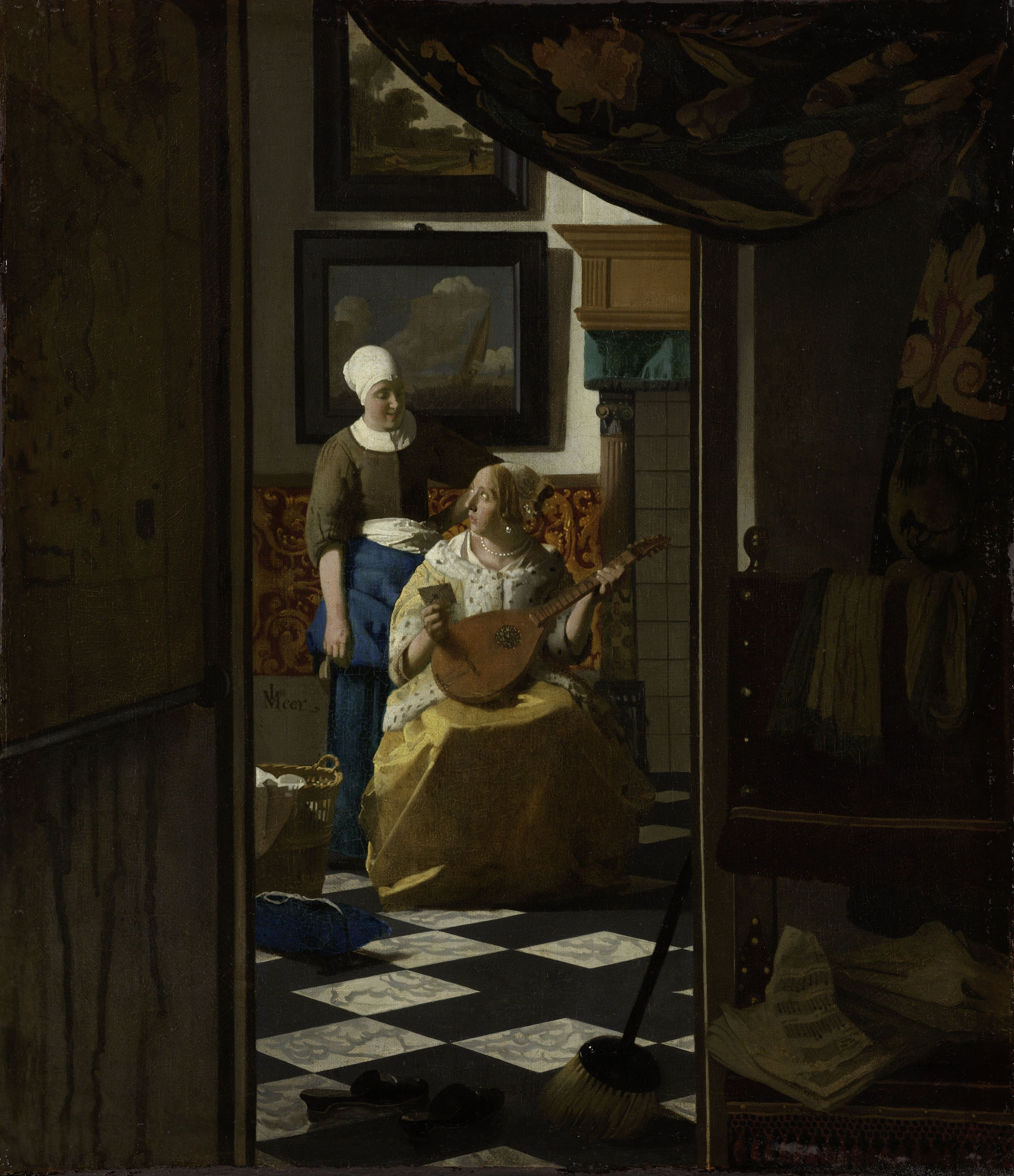
List miłosny (1665-1670)

Na podłodze w komnacie kobiety Metsu umieścił pantofelek, co prawdopodobnie było metaforą erotyczną. Pies najczęściej symbolizował wierność małżeńską, zwłaszcza, gdy towarzyszył wdowom. 
Metsu znał dzieła swoich rówieśników, mistrzów szkoły z Delf Johanesa Vermeera i Pietera de Hoocha. Ich styl widoczny jest na panelach: naturalne oświetlenie, dobór barw i wyważona kompozycja. Vermeer podobny motyw przedstawił w kilku swoich płótnach:Kobieta w błękitnej sukni (1662-1665), Dziewczyna czytająca list (1657-1659), Pisząca list (1660-1671) oraz kilka lat później List miłosny (1665-1670).